# Ghiacciaio Grimley
Il ghiacciaio Grimley (in inglese Grimley Glacier) è un ghiacciaio lungo 23 km e largo 5, situato sulla costa di Wilkins, nella parte orientale della Terra di Palmer, in Antartide. Il ghiacciaio, il cui punto più alto si trova a circa 1320 m s.l.m., si trova in particolare circa 5 km a nord del ghiacciaio Sunfix e fluisce verso est-nordest fino ad entrare all'interno del flusso del ghiacciaio Casey, poco a sud del nunatak Fin.

## Storia
Il ghiacciaio Grimley fu fotografato per la prima volta il 28 settembre 1940 durante una ricognizione aerea effettuata dal Programma Antartico degli Stati Uniti d'America, 1939-41, e poi risorvolato il 22 dicembre 1947 durante la spedizione di ricerca condotta nel 1947-48 al comando Finn Rønne. Dopo essere stato esplorato dal British Antarctic Survey, che all'epoca si chiamava ancora Falkland Islands and Dependencies Survey (FIDS), nel dicembre del 1960 fu battezzato dal Comitato britannico per i toponimi antartici in onore di Peter H. Grimley, membro del FIDS e geologo di base nell'isola Horseshoe e nell'isola Stonington nel 1960.